# Церква святого Архистратига Михаїла (Підгірці)
Церква святого Архистратига Михаїла — церква в селі Підгірці Золочівського району Львівської області. Мала статус пам'ятки архітектури національного значення (охоронний № 413). Згоріла у травні 2006 року.

## Історія
Зведена у 1720 році, хоча за місцевими легендами у тому році лише перенесли на сучасне місце розташування вже існуючу церкву.
Реставрувалася у 1923 році. У 1970—1973 роках у церкві знову проводилися реставраційні роботи: був відновлений північний зруб, оновлено ґонтовий дах та підлогу.
Церква згоріла 18 травня 2006 року за нез'ясованих обставин. Пожежа почалася близько 17 години 40 хвилин і тривала до 19 години 46 хвилин. Будівлю церкви було повністю знищено.
На момент пожежі храм не діяв.

## Опис
Церква дерев'яна, хрестоподібна у плані, одноверха. Центральна нава вкрита масивною банею на восьмикутному барабані, бокові зруби вкриті двосхилими дахами із фронтонами. У конструкції церкви були помітні сліди перебудови церкви при її перенесенні: нижні бантини барабана спиралися на кути центрального зрубу не кінцями, а серединою, адже квадратний у плані зруб був менший, ніж барабан.
Після знищення пам'ятки зберігся лише хрестоподібний фундамент. Оригінальний іконостас церкви зберігається у фондосховищі Львівської національної галереї мистецтв в с. Олесько.
При церкві лишився цвинтар, останні поховання на якому здійснювалися у 1890-х роках.